# Koetshuis Hoog Wolde
Koetshuis Hoog Wolde is een gemeentelijk monument aan de Oude Utrechtseweg 17 in Baarn in de provincie Utrecht.
Het dienstgebouw werd in 1878 gebouwd als koetshuis voor de verdwenen villa Hoog Wolde, naar het ontwerp van A.L. van Gendt.
Het rechtse gedeelte met de twee topgevels werd eerst gebouwd. Hierin waren de woning, de mangelkamer en de paardenstal ondergebracht. In 1900 werd rijtuigremise toegevoegd, waardoor het pand drie topgevels kreeg. Het koetshuis is in 2007 geheel gerenoveerd.
Het hele pand is op wit gepleisterd. De benedenverdieping heeft een ruitmotief, de verdieping heeft imitatievakwerk. Het pand is in gebruik als kantoor. Dit is de reden dat de vroegere inrijdeuren zijn vervangen door vensters. Het woongedeelte wordt in 2013 nog bewoond. De zadeldaken met rode dakpannen steken ver over.